# キャロライン・アモーレ
キャロライン・アモーレ（Caroline D'Amore、1984年6月9日 - ）はアメリカ合衆国の女性ファッションモデル、ファッションデザイナー、女優、DJ、ソーシャライト。カリフォルニア州マリブ出身。

## 生い立ち
1984年、カリフォルニア州マリブでジョー・アモーレとボニー・メージャーとの間に生まれる。両親はマリブを中心に支持される老舗ピザチェーン店「D'amore's Pizza Connection」を経営している。子供の頃にマドンナの『マテリアル・ガール』のミュージック・ビデオを目にして音楽に関心を示す。キャロラインはウェストヒルズで育ったが、モデルとして活動するためにニューヨーク市に引っ越す。

## キャリア
17歳のとき、友人とレストランで食事中にスカウトされ、モデルとしてデビュー。数々の雑誌に出演し、『Paper』誌より“LAで最もキュートな女の子”という評価を得た。数々のコレクションに出演する一方で自身のファッションブランド「D’Amore　by Marceau”」を立ち上げる。
友人のDJ AMがいたことからDJに興味を持ち、17歳で会員制クラブ「JOSEPH’S」でDJとしてデビュー。以後、セレブリティが集まる数々のパーティでプレイする。

## 私生活
パリス・ヒルトン、キム・カーダシアンは友人。カーダシアンとその家族の密着型リアリティ番組『Keeping Up with the Kardashians』のシーズン2にゲスト出演している。

## 出演

### 映画
- Sorority Row（2009年） - マギー役

## ディスコグラフィ

### アルバム
- J-Girls' Celebrity Mix（2009年9月2日）